# Colisión en la pista del aeropuerto de Halim en 2016
El 4 de abril de 2016, el vuelo 7703 de Batik Air, un vuelo regular nacional operado por la subsidiaria de Lion Air, Batik Air, colisionó durante la carrera de despegue con una aeronave de TransNusa Air Services que estaba siendo remolcada a través de la pista. El vuelo 7703 de Batik Air operaba desde el Aeropuerto Halim Perdanakusuma en Yakarta hacia el Aeropuerto Internacional Sultan Hasanuddin en Makassar. Mientras despegaba del aeropuerto Halim Perdanakusuma, el Boeing 737-800 que operaba el vuelo colisionó con un ATR 42-600.
No hubo muertos ni heridos en el accidente y Angkasa Pura, la autoridad de gestión aeroportuaria de Indonesia, solicitó al Comité Nacional de Seguridad en el Transporte (NTSC) de Indonesia que investigara el accidente. El Ministro de Transporte, Ignasius Jonan, también solicitó al director general de Aviación Civil que convocara al NTSC para investigar la causa del accidente, criticando posteriormente a Angkasa Pura por el vacío de poder en el aeropuerto Halim Perdanakusuma durante las dos semanas anteriores.

## Antecedentes
El Aeropuerto Halim Perdanakusuma es un aeropuerto de uso comercial y militar ubicado en el este de Yakarta. El aeropuerto, anteriormente de uso exclusivamente militar, se convirtió en una instalación civil en 1974, antes de volver a ser una instalación militar en 1991 tras la inauguración del Aeropuerto Internacional Soekarno–Hatta en la cercana ciudad de Tangerang. En 2013, se permitió nuevamente que el aeropuerto operara vuelos comerciales. Esto se debió a la congestión del aeropuerto Soekarno–Hatta, y la decisión de convertir Halim en un aeropuerto mixto comercial y militar tenía como objetivo reducir dicha congestión. Sin embargo, las instalaciones del aeropuerto no eran adecuadas para manejar aeronaves comerciales. Varios políticos criticaron la decisión de cambiar el uso del aeropuerto Halim Perdanakusuma de militar a mixto. Algunos de ellos solicitaron al gobierno que el aeropuerto volviera a ser exclusivamente militar, con la esperanza de que esto ocurriera una vez finalizado el plan de ampliación del aeropuerto Soekarno–Hatta.

## Colisión
Según una conferencia de prensa realizada por el director general de Aviación Civil, el accidente ocurrió a las 19:55 WIB. El ATR-42 de TransNusa Air Services estaba siendo remolcado hacia un hangar cuando el Vuelo 7703 estaba despegando. El ala izquierda del Vuelo 7703 cortó el estabilizador vertical y el ala exterior izquierda del ATR 42, y dañó gravemente el ala izquierda del Vuelo 7703. Posteriormente, el Vuelo 7703 "tembló", se desvió y su ala se incendió. Algunos sobrevivientes recordaron que varios pasajeros no se dieron cuenta de que había ocurrido una colisión, y solo sintieron un golpe similar al de un neumático de automóvil al caer en un bache, mientras que otros lloraban y "gritaban de terror". Testigos declararon que hubo un fuerte estallido cuando ocurrió la colisión, y varios segundos después notaron que el ala izquierda del Vuelo 7703 estaba en llamas. Los sobrevivientes recordaron a los pilotos gritando: "¡Fuego! ¡Fuego!"
Los pasajeros y la tripulación evacuaron la aeronave, el cuerpo de bomberos del aeropuerto fue activado y extinguió las llamas en el ala, luego los pasajeros y la tripulación fueron transportados en autobús a la terminal de pasajeros del aeropuerto. Más tarde, Batik Air declaró que los sobrevivientes serían transportados a Makassar en otra aeronave.

## Aeronaves

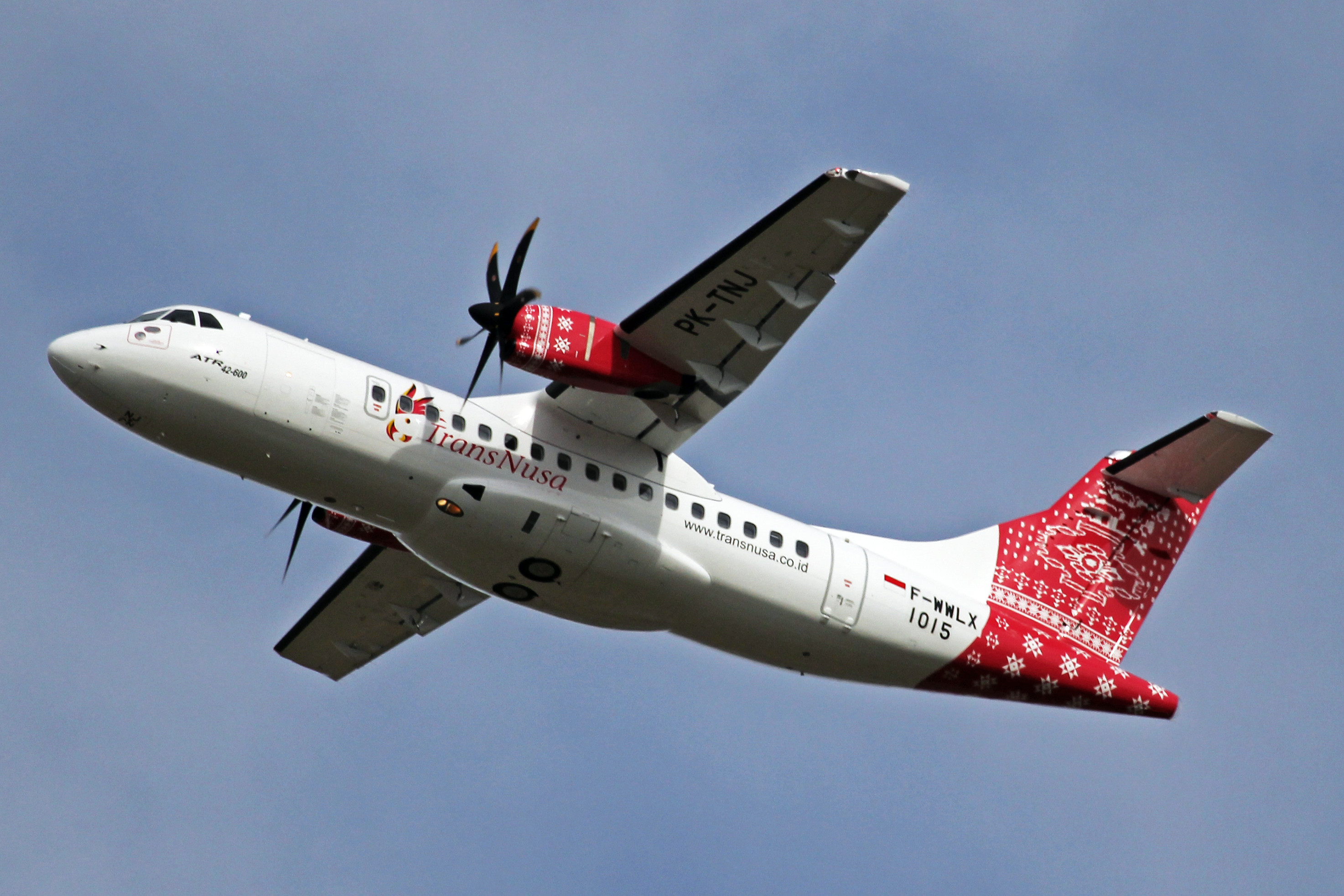
PK-TNJ, el ATR 42 implicado en la colisión

Ambas aeronaves eran relativamente nuevas, construidas en 2014 según un funcionario del Comité Nacional de Seguridad del Transporte (NTSC). El ATR 42-600 fue entregado a TransNusa Air Services en septiembre de 2014 y el Boeing 737-800 fue entregado a Batik Air en noviembre de 2014.[cita requerida]

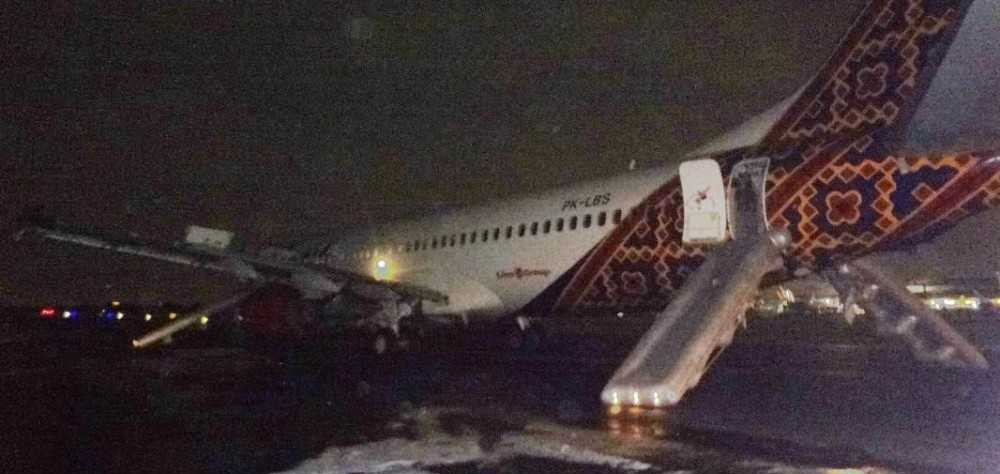
Otra vista de las secuelas del Vuelo 7703

## Investigación
El ministro de Transporte, Ignasius Jonan, encargó al Comité Nacional de Seguridad del Transporte (KNKT) la investigación de la causa del accidente. Posteriormente, Jonan criticó a Angkasa Pura por el vacío de poder en la gestión del Aeropuerto Halim Perdanakusuma durante las dos semanas anteriores al accidente.

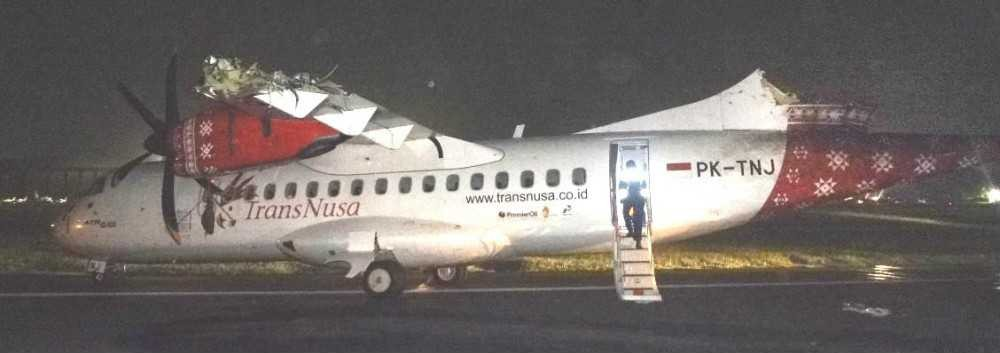
PK-TNJ, la aeronave que era remolcada por la pista, vista después de la colisión

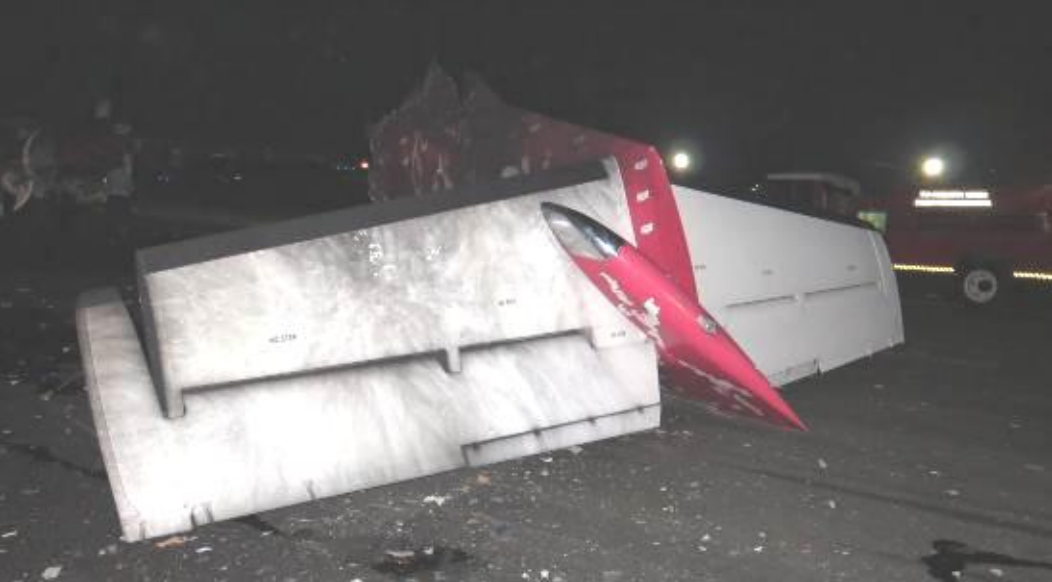
La cola del ATR 42 tras el accidente

El director presidente de TransNusa Air Services, Juvenile Jodjana, ofreció una conferencia de prensa en la que afirmó que la tripulación del vehículo de remolque había seguido el procedimiento establecido para remolcar el ATR 42. La aeronave iba a estacionarse en una plataforma al sur del aeropuerto. Un portavoz de Batik Air también declaró que la tripulación del Vuelo 7703 había seguido los procedimientos y había recibido autorización para despegar por parte del Control de Tránsito Aéreo (ATC). Los investigadores recuperaron las cajas negras de ambas aeronaves y analizarían su contenido en sus instalaciones (la caja negra del ATR probablemente no revelaría nada ya que no habría energía eléctrica disponible). Interrogaron a la tripulación del Vuelo 7703 y también hablarían con el controlador aéreo que estaba de servicio. El KNKT también entrevistaría a la tripulación de tierra del vehículo de remolque, investigaría el procedimiento de rodaje, así como el mantenimiento de ambas aeronaves.

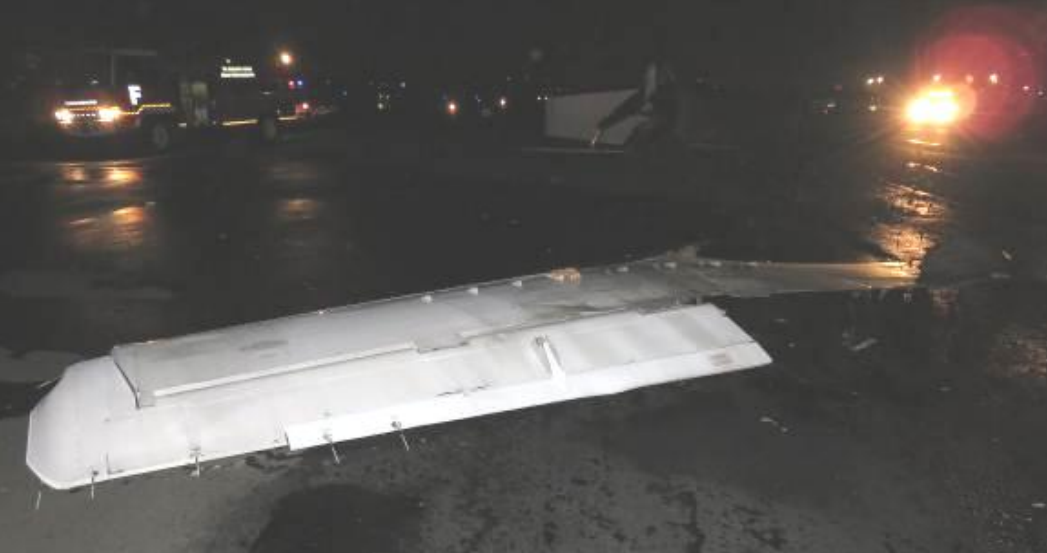
En el momento de la colisión, el ala izquierda del ATR 42 se desprendió de la aeronave

Tras analizar el contenido de las cajas negras, se reveló que Batik Air había recibido autorización para despegar mientras que el ATR 42 de TransNusa Air Services aún se encontraba en la pista. Los pilotos se dieron cuenta de que la colisión era inevitable e intentaron desviar el avión para evitar un impacto más grave. El KNKT posteriormente transcribiría el CVR y el FDR de ambas cajas negras. Debido al gran número de casos de accidentes aéreos en Indonesia, el KNKT declaró que podría tardar hasta cinco meses en esclarecer la causa de la colisión. El servicio de asistencia en tierra del Aeropuerto Halim Perdanakusuma fue suspendido por el gobierno en respuesta al accidente.
Los expertos creen que el accidente pudo haber sido causado por una débil coordinación entre el control de tráfico aéreo (ATC), la tripulación del vehículo de remolque y la tripulación del Vuelo 7703. Señalaron que si el Vuelo 7703 hubiera estado viajando a alta velocidad, el accidente podría haber sido similar al Desastre de Los Rodeos en 1977.
Las grabadoras de vuelo, tanto el registrador de voz de cabina como el registrador de datos de vuelo del ATR 42, no proporcionaron datos debido a que no había energía eléctrica en el momento del accidente. Por lo tanto, el KNKT solo pudo recuperar los registradores del Boeing 737, que sí contaba con energía eléctrica en ese momento. El KNKT declaró que, debido a que el ATR 42 remolcado no tenía energía eléctrica, ninguna de sus luces interiores o exteriores estaba encendida. La comunicación por radio también estaba desactivada, por lo que la tripulación de tierra del ATR 42 solo podía comunicarse con la torre a través de una radio portátil.
El Vuelo 7703 se comunicaba con la torre en la frecuencia 118.6 MHz. Las comunicaciones fueron grabadas por equipos automáticos de grabación de voz en tierra y por el CVR con buena calidad; mientras que el ATR 42 remolcado se comunicaba en la frecuencia 152.7 MHz. Las comunicaciones del ATR 42 no fueron grabadas. Según entrevistas a la tripulación de tierra, el ATR 42 remolcado solicitó reposicionarse en la plataforma sur. Cuando el Vuelo 7703 fue empujado hacia atrás, la aeronave remolcada recibió la instrucción de la torre de Halim de continuar con el remolque e informar al llegar a la calle de rodaje "C".: 8–11, 18–19 

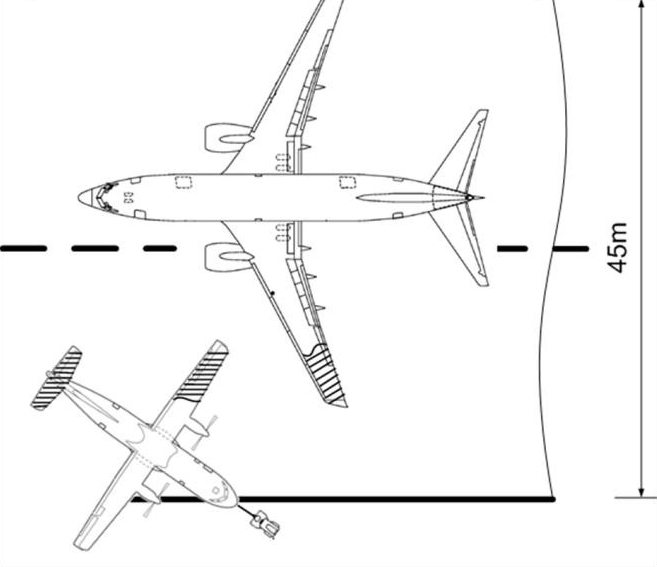
Boceto de la colisión entre el Boeing 737 y el ATR 42

La ausencia de luces en el ATR 42 hizo imposible que el controlador aéreo notara el movimiento de la aeronave, considerando que era de noche y que había llovizna en el aeropuerto de Halim. El controlador asistente solo podía ver las luces del vehículo de remolque. En ese momento, el conductor del vehículo declaró que vio al Vuelo 7703 alineándose para despegar, entonces preguntó a la torre de Halim si el Vuelo 7703 iba a despegar, pero no recibió respuesta. Temiendo que el vuelo efectivamente despegara, el conductor del remolque aceleró el vehículo y giró hacia la derecha de la pista.: 8–11 

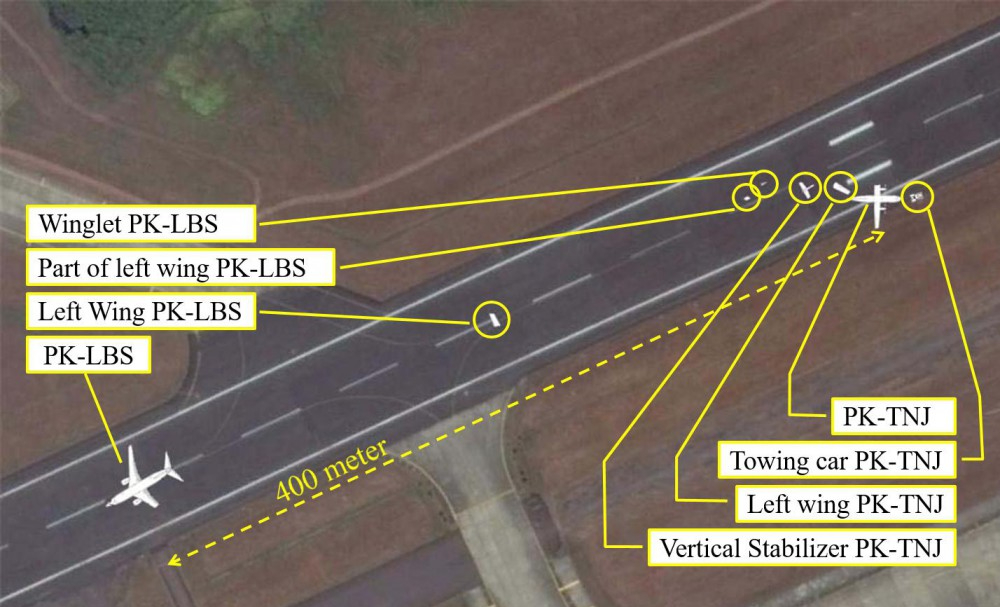
Mapa general de ambos vuelos

El piloto declaró que durante la alineación, las luces alrededor del punto de giro eran muy brillantes y afectaron su visión frontal por un breve momento. Era práctica común en Halim alinearse en el punto de giro más allá del umbral de la pista 24. El controlador aéreo luego observó si había otra aeronave o vehículo en la pista. Como no vio ninguna otra aeronave, el Vuelo 7703 recibió autorización para despegar por parte de la torre de Halim. Mientras despegaba, el primer oficial se dio cuenta de que había un objeto en la pista (el ATR 42), el comandante tomó rápidamente el control e inmediatamente aplicó el timón derecho. El winglet del Boeing 737-800 entonces golpeó al ATR 42, a una velocidad de 80 nudos (148,2 km/h; 92,1 mph).: 8–11, 20, 22 
Al concluir la investigación se estableció que las causas del accidente fueron:
- Falta de coordinación entre los controladores y los movimientos, ya que el vuelo 7703 y el remolque estaban gestionados por dos controladores diferentes y en dos frecuencias distintas;

- Un malentendido de la instrucción dada al remolque de seguir al vuelo 7703 después de haber informado inicialmente que se comunicaría al estar en la intersección C, lo que probablemente contribuyó a la incursión en pista al interpretar el conductor del remolque que ya no era necesario comunicarse una vez alcanzada la intersección;

- La iluminación en la torre de control y los reflejos en sus ventanas pudieron haber causado la pérdida de contacto visual con el remolque, que estaba mal iluminado y era difícil de identificar; además, el controlador asistente estaba coordinando otros movimientos, perdiendo contacto con el remolque. La fuerte iluminación del área de giro pudo haber contribuido al accidente al impedir que los pilotos reconocieran el obstáculo a tiempo.[19]

## Consecuencias

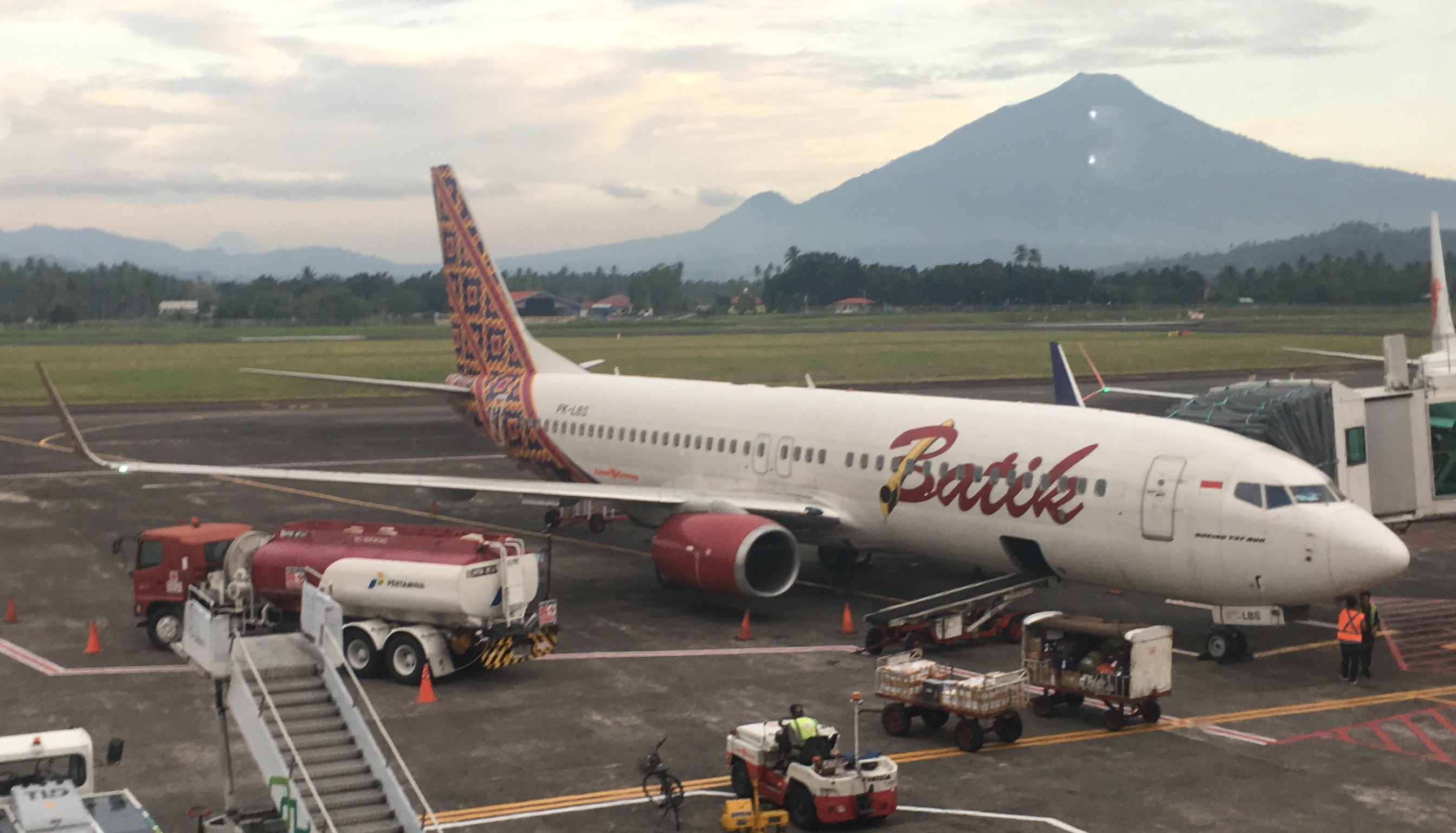
PK-LBS, reparado y reincorporado al servicio con Batik Air, visto en septiembre de 2018

El ATR de TransNusa sufrió daños irreparables y fue declarado pérdida total, perdiendo su estabilizador vertical y el ala exterior izquierda. El Boeing 737 de Batik Air sufrió daños estructurales e incendios en su ala izquierda y también pudo haber sido declarado pérdida total, pero fue reparado y volvió al servicio normal con Batik Air en septiembre de 2016.
Los sobrevivientes del accidente posteriormente recibieron un vuelo de "compensación" por parte de Batik Air. Sin embargo, debido a que la mayoría de los pasajeros estaban "demasiado traumatizados" por el accidente, muchos cancelaron sus vuelos y exigieron un reembolso a la aerolínea. Además, los tres miembros del personal de control de tráfico aéreo —controlador, asistente y supervisor— también quedaron traumatizados por el accidente.
Como resultado del accidente, el Aeropuerto Halim Perdanakusuma fue cerrado hasta las 22:00 WIB. Varios vuelos que debían aterrizar en Halim fueron desviados al cercano Aeropuerto Internacional Soekarno-Hatta en Tangerang, Banten, incluidos cinco vuelos de Citilink. La aeronave fue evacuada y la pista despejada de escombros. El aeropuerto fue reabierto a medianoche del 5 de abril y cinco vuelos, incluido uno con una misión del Ejército Indonesio de 200 personas hacia Darfur, Sudán del Sur, despegaron desde el aeropuerto.
El director general de Aviación Civil, Surpastyo, declaró que los pasajeros que se vieron afectados por retrasos a causa de la colisión debían recibir compensación, señalando que todas las aerolíneas tienen un Procedimiento Operativo Estándar (SOP) para tratar favorablemente a los pasajeros afectados. AirlineRatings.com, un sitio web de evaluación de aerolíneas, calificó a Batik Air como la aerolínea más insegura de 2016 debido a este accidente.